# Tali II
Tali II  est une localité du Cameroun située dans la Région du Sud-Ouest et le département de Manyu. Elle est rattachée administrativement à l'arrondissement de Upper Bayang (Tinto Council) et au canton de Tinto.

## Population
En 1953 Tali I et Tali II étaient comptabilisés ensemble. En 1967, on a dénombré 491 habitants à Tali II, des Banyang. À cette date la localité disposait d'une école catholique fondée en 1965, fermée en 1971.
Lors du recensement de 2005, on y a dénombré 362 personnes.